# 河口实蕨
河口实蕨（学名：Bolbitis hekouensis）为鳞毛蕨科实蕨属下的一个种。其种加词“hekouensis”意为“云南红河州河口县的”。